# Гоздевица
Гоздевица е село в Южна България в община Смолян, област Смолян.

## География
Село Гоздевица се намира в планински район в близост до границата с Гърция. Разположено е на терасовиден терен в западното подножие на връх Ком. До селото се стига по асфалтиран път, който стига до първата къща на селото. През селото протича малката Комска река. Там, където тя се събира с река Гудевска, е имало воденица.
Характерно за района са прохладно лято, продължителна есен и топла зима. През селото минават туристически пътеки за връх Ком и село Сивино.

## История
Селището е електрифицирано през 1963 г. а водоснабдено през 1976 г.

## Религии
Мюсюлманска религия